# Central térmica de Las Salinas
La central térmica de Las Salinas está situada en Puerto del Rosario, capital de la isla de Fuerteventura (Canarias, España). Se compone de nueve grupos con motores diésel, así como con tres turbinas de gas, una de las cuales es móvil.
La central cuenta con el certificado de gestión medioambiental ISO 14001 que concede AENOR y que acredita que sus actividades se realizan de forma respetuosa con el medio ambiente.

## Historia
Los dos primeros grupos diésel Bazân MAN, de 4,32 MW de potencia cada uno, comenzaron a operar en 1975 y 1976, respectivamente. En 1980 se puso en funcionamiento un grupo Bazân MAN de 5,04 MW. En 1981 entraron en producción otros dos grupos diésel del mismo fabricante de 7,52 MW cada uno. En 1990 se incorporó al parque de generación de la central un grupo Sulzer de 24 MW. En 2004 se puso en funcionamiento un grupo MAN de 18 MW. La última incorporación de grupos diésel se produjo en 2005 con la entrada en operación de dos grupos idénticos al anterior. Los grupos diésel utilizan fuelóleo de bajo índice de azufre y gasóleo como combustibles.
La primera turbina de gas, con una potencia de 25,86 MW, se conectó a la red en 1992. En 2000 entró en producción la segunda turbina de gas, con 37,5 MW de potencia. El grupo móvil se puso en servicio en 1987. Su potencia es de 15 MW. Todos estos grupos emplean gasóleo como combustible.

## Propiedad
La central térmica de Las Salinas está participada por:
- Endesa 100 %.[1]

## Instalaciones
La central de Las Salinas cuenta con tres turbinas de gas, que utilizaban gasóleo como combustible y con nueve grupos diésel fijos, que utilizaban Fuel como combustible.

### Características y datos técnicos[3]
Como los grupos construidos en el mismo año tienen las mismas características, se agrupan para resumir esta tabla.
Diésel 1 y 2 (2 motores diésel)
- General
  - Potencia por grupo: 4,32 MW.
  - Año de puesta en servicio: 1975 y 1976.
- Motor
  - Fabricante: Bazân MAN.
  - Modelo: V6V 40/54
  - Número de tiempos: 4.
  - Número de cilindros: 12.
  - Potencia nominal: 6110 HP.
  - Velocidad de régimen: 375 r. p. m.
  - Consumo específico: 217 g/kWh.
  - Combustible: FO. BIA y gasóleo.

Diésel 3 (motor diésel)
- General
  - Potencia por grupo: 5,04 MW.
  - Año de puesta en servicio: 1980.
- Motor
  - Fabricante: Bazân MAN.
  - Modelo: 12V 40/54 A
  - Número de tiempos: 4.
  - Número de cilindros: 12.
  - Potencia nominal: 7140 HP.
  - Velocidad de régimen: 428 r. p. m.
  - Consumo específico: 217 g/kWh.
  - Combustible: FO. BIA y gasóleo.

Diésel 4 y 5 (2 motores diésel)
- General
  - Potencia por grupo: 7,52 MW.
  - Año de puesta en servicio: 1981.
- Motor
  - Fabricante: Bazân MAN.
  - Modelo: 18V 40/54 A
  - Número de tiempos: 4.
  - Número de cilindros: 18.
  - Potencia nominal: 10710 HP.
  - Velocidad de régimen: 428 r. p. m.
  - Consumo específico: 217 g/kWh.
  - Combustible: FO. BIA y gasóleo.

Diésel 6 (motor)
- General
  - Potencia por grupo: 24 MW.
  - Año de puesta en servicio: 1990.
- Motor
  - Fabricante: Sulzer.
  - Modelo: 9 RTA 76
  - Número de tiempos: 2.
  - Número de cilindros: 9.
  - Potencia nominal: 33120 HP.
  - Velocidad de régimen: 100 r. p. m.
  - Consumo específico: 193 g/kWh.
  - Combustible: FO. BIA y gasóleo.

Diésel 7 y 8 y 9 (3 motores diésel)
- General
  - Potencia por grupo: 18 MW.
  - Año de puesta en servicio: 2004 y 2005.
- Motor
  - Fabricante: MAN.
  - Modelo: 18V 48/60
  - Número de tiempos: 4.
  - Número de cilindros: 18.
  - Potencia nominal: 25700 HP.
  - Velocidad de régimen: 500 r. p. m.
  - Consumo específico: 205 g/kWh.
  - Combustible: FO. BIA y gasóleo.

Gas Móvil 1 (turbina de gas móvil)
- General
  - Potencia por grupo: 15 MW.
  - Año de puesta en servicio: 1987.
  - Combustible: gasóleo.
- Generador de gas
  - Fabricante: ASEA.
  - Tipo: GT 35
  - Temperatura de escape:
- Turbina de gas
  - Fabricante: Pratt & Whitney.
  - Modelo:
  - Número de etapas: 3
  - Velocidad de régimen: 3000 r. p. m.
- Alternador
  - Fabricante: ASEA.
  - Tensión en bornes: 11 kV
  - Potencia: 16,75 MWA

Gas 1 (turbina de gas móvil)
- General
  - Potencia por grupo: 25,86 MW.
  - Año de puesta en servicio: 1992.
  - Combustible: gasóleo.
- Generador de gas
  - Fabricante: G.E.-Alstom.
  - Tipo: PG 5371 (PA)
  - Temperatura de escape: 460 C.
- Turbina de gas
  - Fabricante: G.E. Alstom.
  - Modelo: MS 5001 P
  - Número de etapas: 2
  - Velocidad de régimen: 5100 r. p. m.
- Alternador
  - Fabricante: G.E.-Alstom.
  - Tensión en bornes: 11 kV
  - Potencia: 32,42 MWA

Gas 2 (turbina de gas móvil)
- General
  - Potencia por grupo: 37,5 MW.
  - Año de puesta en servicio: 2000.
  - Combustible: gasóleo.
- Generador de gas
  - Fabricante: G.E.-Alstom.
  - Tipo: PG 6531 B
  - Temperatura de escape: 578 C.
- Turbina de gas
  - Fabricante: G.E.-Alstom.
  - Modelo: MS 6551 B
  - Número de etapas: 3
  - Velocidad de régimen: 5100 r. p. m.
- Alternador
  - Fabricante: G.E.-Alstom.
  - Tensión en bornes: 11 kV
  - Potencia: 40,93 MWA